# Goran Višnjić
Pour les articles homonymes, voir Višnjić.
Goran Višnjić (souvent écrit Goran Visnic) est un acteur et producteur croato-américain, né yougoslave le 9 septembre 1972 à Šibenik, en RS de Croatie (RFS de Yougoslavie). Il se fait connaître grâce aux rôles, à la télévision, du Dr Luka Kovač dans Urgences (1999-2008) et, au cinéma, rôles de soutien dans Le Pacificateur, Bienvenue à Sarajevo, Les Joueurs, Les Ensorceleuses et Elektra. Il tient également des rôles principaux, comme d'un maitre-chanteur amoureux dans Bleu profond et d'un hypnothérapeute dans Hypnotic.
Dans les années 2010, bien qu'il signe pour quelques seconds rôles dans une poignée de longs métrages : Beginners, Millénium : Les Hommes qui n'aimaient pas les femmes, K-11 et Cartel, c'est encore à la télévision qu'il joue des rôles majeurs avec les séries télévisées Red Widow, Extant, Crossing Lines et Timeless.

## Biographie

### Jeunesse et formation
Goran Višnjić (prononcer Vich-gnitch) est né le 9 septembre 1972 à Šibenik, en Croatie. Son père est chauffeur de bus et sa mère, vendeuse dans un supermarché. Il grandit à Šibenik, sur les rives de l'Adriatique.
En 1991, la guerre de Yougoslavie éclate : il fait son service militaire dans les parachutistes.
Par la suite, il commence sa carrière de comédien dans des petits groupes de théâtre locaux, avant d'entrer à l'Académie d'Arts dramatiques de Zagreb, la capitale de la Croatie

### Carrière

#### Débuts (1980-1990)
Goran Višnjić fait ses débuts au théâtre et obtient plusieurs prix dont l’Orlando, équivalent local des Molière, pour son interprétation d'Hamlet. Cette interprétation fait de lui le plus jeune acteur à avoir incarné le rôle d'Hamlet. Il interprète alors plusieurs pièces classiques, notamment les Fourberies de Scapin avant de faire ses débuts sur grand écran dans divers films croates.
Au début des années 1990, il émigre aux États-Unis, plus précisément à Los Angeles. Il se révèle grâce à sa première production anglophone en 1997 : Bienvenue à Sarajevo de Michael Winterbottom. La même année, il joue aux côtés de George Clooney et de Nicole Kidman dans Le Pacificateur de Mimi Leder.
En 1998, il joue dans le film Les Ensorceleuses de Griffin Dunne et a un rôle important dans le clip de Madonna de la chanson The Power of Good-Bye.

#### Révélation à la télévision (2000)
En 1999, Goran Višnjić accède à la notoriété à la télévision, grâce à son rôle dans la série médicale à succès, Urgences. Son interprétation du Docteur Luka Kovač, qui rejoint la distribution principale à partir de la sixième saison, fait de lui une star du petit écran.
Sa popularité est si importante, que le célèbre magazine People le cite dans sa liste annuelle des 50 plus beaux acteurs du monde.
Il poursuit sa lancée en tournant la comédie dramatique Committed (en) avec Heather Graham et Casey Affleck, puis le drame Bleu profond, dans lequel il seconde Tilda Swinton. Cette production est d’ailleurs particulièrement bien reçue par la critique et lui vaut notamment une proposition pour le Satellite Award du meilleur acteur dans un second rôle.
En 2002, il double le personnage de Soto dans le film d'animation au grand succès L'Âge de glace avant de jouer un hypnothérapeute dans le thriller Hypnotic. Ce rôle lui permet de décrocher un prix d'interprétation masculine lors du festival du film de Pula.
En 2004, il incarne Spartacus pour une mini-série dirigée par Robert Dornhelm. Il y partage la distribution avec Alan Bates et Rhona Mitra.
En 2005, il fait partie des finalistes pour remplacer Pierce Brosnan dans le rôle de James Bond mais Daniel Craig est finalement retenu pour Casino Royale.
La même année, avec le film Elektra, il effectue sa première incursion dans l'univers des comics book. Mais ce blockbuster est un échec critique et public. Il renverse la tendance, en étant le premier rôle d'une série télévisée croate sur la guerre, Duga mracna noc, qui lui vaut à nouveau quelques récompenses.
En 2007, il joue dans le clip du morceau Burn My Shadow du groupe UNKLE. L'année suivante marque son départ de la série dramatique Urgences après avoir joué dans plus de 180 épisodes.
En 2009, juste après cet arrêt, il joue dans le long métrage dramatique Helen avec Ashley Judd.

#### Rôles réguliers et télévision (2010)

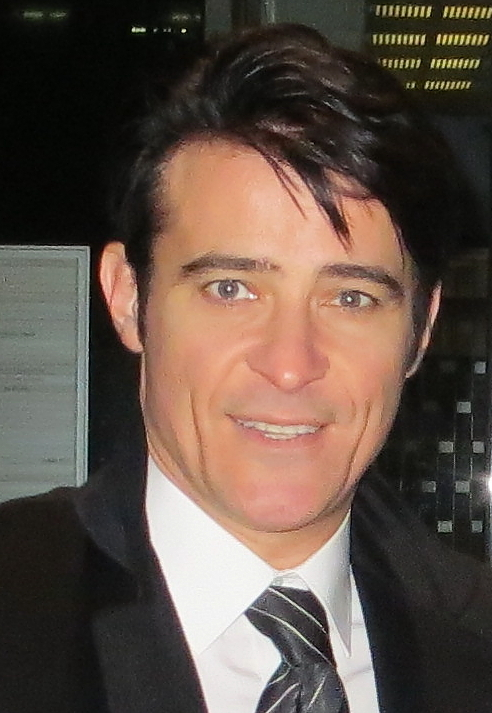
L'acteur photographié en 2012.

2011, Goran Višnjić est à l'affiche de deux longs métrages : Millénium : Les Hommes qui n'aimaient pas les femmes de David Fincher et Beginners de Mike Mills.
Entre-temps, il porte la mini-série d'aventures, The Deep, aux côtés de Minnie Driver et James Nesbitt. Il fait aussi quelques apparitions en tant que guest star dans des séries télévisées comme Leverage et Pan Am.
En 2013, il rejoint la distribution de l'éphémère série thriller Red Widow, portée par l'actrice australienne Radha Mitchell.
Entre 2014 et 2015, il incarne le mari à l'écran de l'oscarisée Halle Berry pour la série télévisée de science-fiction produite par Steven Spielberg, Extant. Pour la seconde et dernière saison, il est finalement écarté de la distribution principale à la suite d'une réorientation créative amorcée par l'équipe scénaristique et est donc remplacé par Jeffrey Dean Morgan.

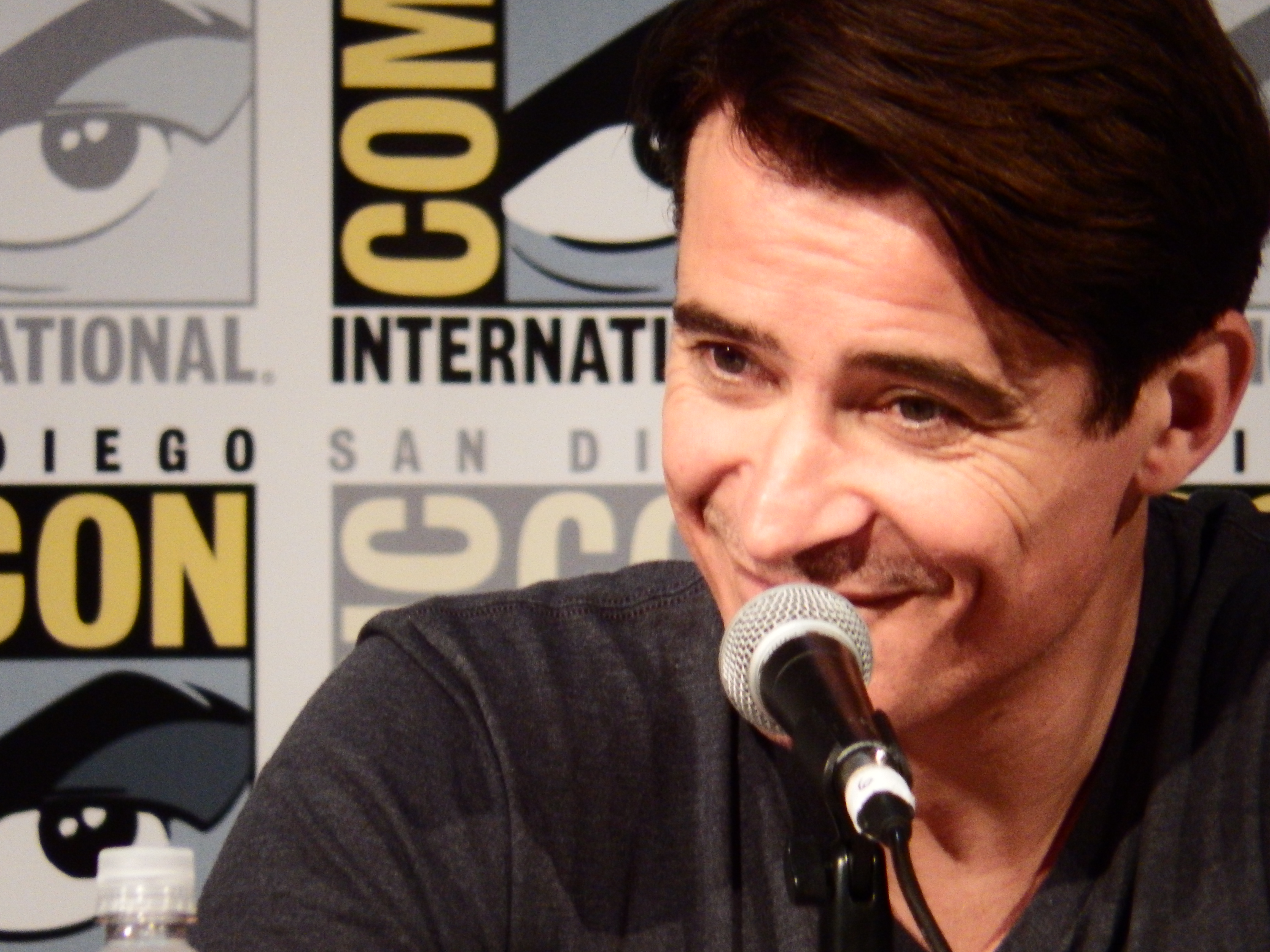
Au Comic-Con 2016, pour la série télévisée Timeless.

En 2015, il joue ensuite un rôle récurrent dans la série télévisée franco-allemande Crossing Lines.
Il fait enfin son retour en vedette, dans la série de science-fiction Timeless. Il fait partie de la distribution principale aux côtés de Matt Lanter, Abigail Spencer et Malcolm Barrett qui voyage dans le temps afin d'arrêter le criminel interprété par Visnjic souhaitant modifier le cours de l'histoire. Faute d'audiences, le programme est annulé. Mais à la suite d'une mobilisation massive des fans, la série est repêchée par la chaîne NBC qui finance une seconde et dernière saison. La série est nommée pour le Saturn Awards et le People's Choice Awards de la meilleure série télévisée de science fiction, démontrant un certain intérêt de la part du public, en dépit d'audiences en deçà des attentes des studios de production.
Finalement, la série est annulée en 2018, mais une nouvelle mobilisation des fans pousse la production à réaliser un final événement de deux épisodes, afin de clore convenablement les intrigues. En effet, les tentatives de rachat de la série par un autre réseau ont échoué en raison d’un coût de production par épisode trop élevé.
En 2019, il rejoint la troisième saison de Santa Clarita Diet afin d'interpréter le mystérieux Poplavic.

### Vie personnelle
Goran Višnjić est marié à Eva Visnjic (anciennement Ivana Vrdoljak). Le couple a trois enfants adoptés : Tin (né en 2007), Vigo (né en 2011) et Vivien (né en 2013).
En 2007, il fait scandale dans la presse people après avoir reconnu une liaison extra-conjugale qui a donné naissance à une fille, prénommée Lana.

## Filmographie

### Longs métrages
- 1997 : Le Pacificateur (The Peacemaker) de Mimi Leder : Sergent Bazta
- 1997 : Bienvenue à Sarajevo de Michael Winterbottom : Risto Bavic
- 1997 : Puska za uspavljivanje de Hrvoje Hribar : Devetka - 9
- 1998 : Les Joueurs (Rounders) de John Dahl : Maurice
- 1998 : Les Ensorceleuses (Practical Magic) de Griffin Dunne : Jimmy Angelov
- 2000 : Committed (en) de Lisa Krueger : Neil
- 2001 : Bleu profond (The Deep End) de Scott McGehee : Alec Spera
- 2001 : Bepo Le Millionnaire (The Last Will) - (Posljednja volja) de Zoran Sudar : Bepo Stambuk
- 2002 : L'Âge de glace (Ice Age) de Chris Wedge et Carlos Saldanha : Soto (voix)
- 2003 : Hypnotic (Doctor Sleep) de Nick Willing : Dr Michael Strother
- 2004 : Duga mracna noc (Longue nuit noire) d'Antun Vrdoljak : Ivan Kolar (producteur)
- 2005 : Elektra de Rob Bowman : Mark Miller
- 2009 : Helen (en) de Sandra Nettelbeck : David Leonard
- 2011 : Beginners de Mike Mills : Andy
- 2011 : Millénium : Les Hommes qui n'aimaient pas les femmes (The Girl with the Dragon Tattoo) de David Fincher : Dragan Armansky
- 2012 : K-11 de Jules Mann-Stewart : Raymond Saxx Jr.
- 2013 : Cartel (The Counselor) de Ridley Scott : Banker
- 2014 : Dark Hearts de Rudolf Buitendach : Armand
- 2014 : Asthma de Jake Hoffman : Ragen
- 2014 : Midnight Sun de Roger Spottiswoode et Brando Quilici : Muktuk
- 2017 : Never Here de Camille Thoman : S
- 2019 : General d'Antun Vrdoljak : Ante Gotovina
- 2020 : Fatima de Marco Pontecorvo : Artur
- 2022 : Hellraiser de David Bruckner : Roland Voight

### Courts métrages
- 2009 : Apocrypha de Andreï Zviaguintsev : L'homme
- 2013 : 95 Decibels de Lisa Reznik : Dr Corry

### Téléfilms
- 1994 : Michele alla guerra de Franco Rossi : Un soldat
- 1995 : Vidimo se d'Ivan Salaj : Maks
- 1996 : Prepoznavanje de Snjezana Tribuson : Ivan
- 1998 : Tesko je reci zbogom de Zvonimir Ilijic : Davor
- 2004 : Spartacus de Robert Dornhelm : Spartacus
- 2009 : The Courageous Heart of Irena Sendler : Stefan Zgrzembski

### Séries télévisées
- 1997 : Olujne tisine 1895-1995 (Mini-série) : Vladimir Vidric (3 épisodes)
- 1999 - 2008 : Urgences : Dr Luka Kovač (185 épisodes)
- 2003 : American Masters : Robert Capa (voix, 1 épisode)
- 2005 : Duga mracna noc : Ivan Kolar (13 épisodes - producteur)
- 2006 : Nasa mala klinika : L'homme au téléphone (1 épisode)
- 2010 : The Deep: aux frontières des abysses : Samson Ungliss (5 épisodes)
- 2010 : Leverage : Damien Moreau (2 épisodes)
- 2010 : Tito : Andrija Hebrang (Mini-série, 4 épisodes)
- 2010 : Boston's Finest : Angus Martin (pilote non retenu)
- 2011 - 2012 : Pan Am : Niko Lonza (4 épisodes)
- 2012 : BlackBoxTV : The Chemist (1 épisode)
- 2013 : Red Widow : Nicholae Schiller (8 épisodes)
- 2014 - 2015 : Extant : John Woods (16 épisodes)
- 2015 : Crossing Lines : Marco Constante (12 épisodes)
- 2016 - 2018 : Timeless : Garcia Flynn (28 épisodes)
- 2019 : Santa Clarita Diet : Dobrivoje Poplovic (saison 3, 4 épisodes)
- 2020 : Doctor Who : Nikola Tesla (Saison 12)
- 2020 : The Boys : Alastair Adana (saison 2), le leader de l’Église du Collectif
- 2022 : This Is Us : Vincent Kelly (saison 6, épisode 6)
- 2024 : Vikings: Valhalla : Erik le Rouge

### Clips vidéo
- 1998 : Zivot de Tony Cetinski[10]
- 1999 : The Power of Good-Bye de Madonna : le petit ami
- 2007 : Burn My Shadow de UNKLE

## Distinctions

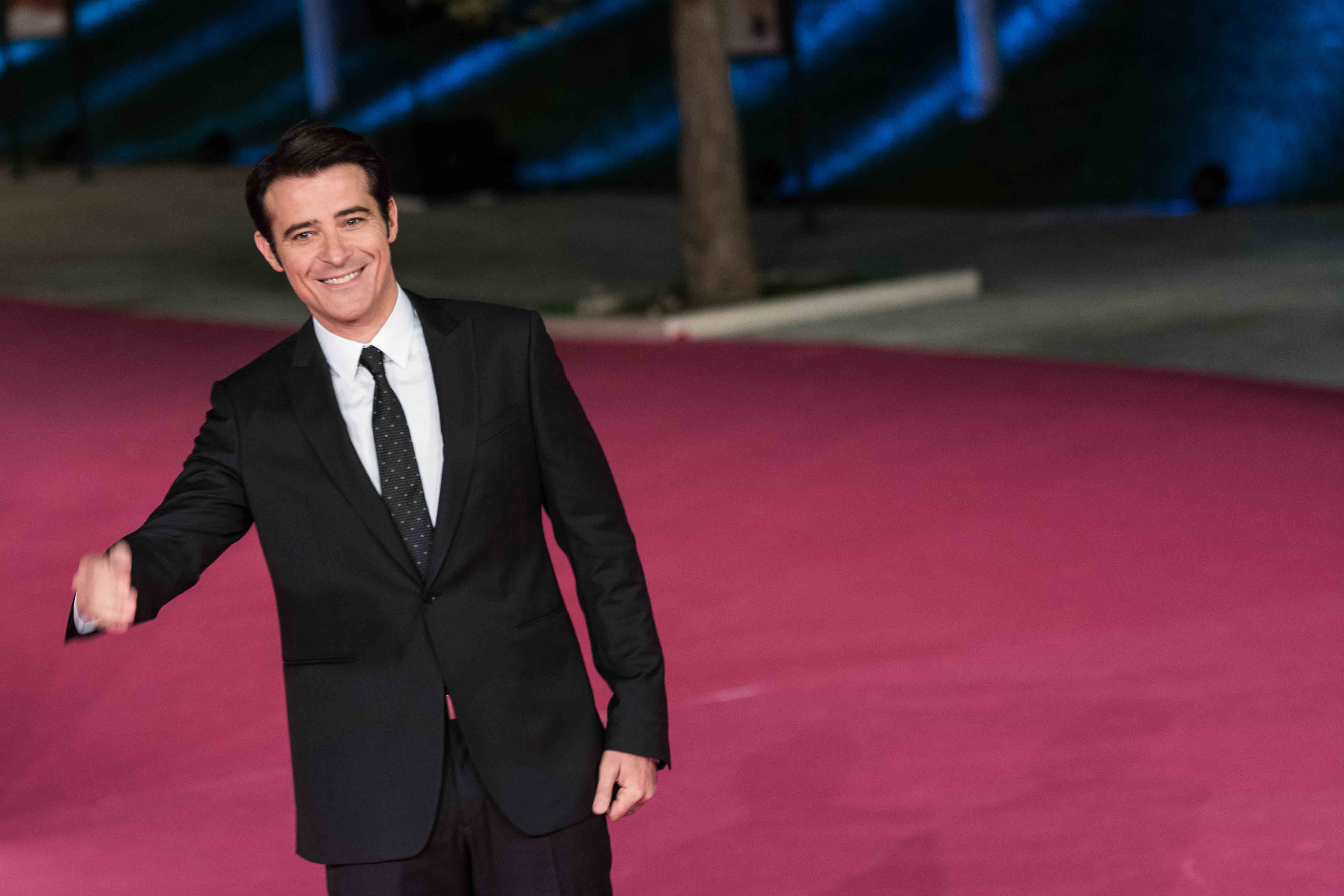
Sur un tapis rouge, en 2014.

Sauf indication contraire, les informations mentionnées dans cette section peuvent être confirmées par la base de données cinématographiques IMDb,  présente dans la section « Liens externes ».

### Récompenses
- Paris Film Festival 2004 : Meilleur acteur pour Hypnotic
- Festival du film de Pula 2004 : Meilleur acteur pour Duga mracna noc
- Vladimir Nazor Awards 2005 : Meilleur acteur pour Duga mracna noc[3]
- Gotham Awards 2011 : Meilleure distribution dans un film pour Beginners

### Nominations
- 6e cérémonie des Screen Actors Guild Awards 2000 : meilleure distribution pour une série télévisée dramatique dans Urgences
- 7e cérémonie des Screen Actors Guild Awards 2001 : meilleure distribution pour une série télévisée dramatique dans Urgences
- Satellite Awards 2002 : meilleur acteur dans un second rôle pour Bleu profond

## Voix francophones
En France, Stéphane Ronchewski est la voix régulière de Goran Višnjić depuis la série Urgences.
En France
| - Stéphane Ronchewski dans : - Urgences (série télévisée) - Hypnotic - Spartacus (téléfilm) - Elektra - The Deep : Voyage au fond des mers (mini-série) - Beginners - Pan Am (série télévisée) - Crossing Lines (série télévisée) - Extant (série télévisée) - Timeless (série télévisée) - Dollface (série télévisée) - The Boys (série télévisée) | - Maurice Decoster dans : - Les Ensorceleuses - This Is Us (série télévisée) - Constantin Pappas dans : - Bleu profond - Santa Clarita Diet (série télévisée) Et aussi - Philippe Catoire dans L'Âge de glace (voix) - Jérémie Covillault dans Millénium : Les Hommes qui n'aimaient pas les femmes - Philippe Vincent dans Cartel - Yann Guillemot dans Hellraiser |